# Fernando Simón
Fernando Simón Soria (Zaragoza, 29 de julio de 1963) es un médico epidemiólogo español, director desde 2012 del Centro de Coordinación de Alertas y Emergencias Sanitarias del Ministerio de Sanidad (CCAES), conocido por su actuación como portavoz del comité especial sobre la enfermedad del virus del ébola en España en 2014 y como portavoz del Ministerio de Sanidad en la lucha contra la pandemia de enfermedad por coronavirus en España.

## Biografía
Nació en Zaragoza, hijo del psiquiatra Antonio Simón y de María Luz Soria. Desde joven tuvo vocación para estudiar medicina. Estudió en el colegio Montearagón, vinculado al Opus Dei, se licenció en Medicina por la Universidad de Zaragoza y se formó en epidemiología en la Escuela de Higiene y Medicina Tropical de Londres. Complementó sus estudios con el Programa Europeo de Formación en Epidemiología de Intervención del Centro Europeo para la Prevención y Control de Enfermedades (ECDC) antes de ingresar en el Cuerpo de Médicos Titulares del Estado de España.[cita requerida]
Durante un tiempo ejerció su profesión en pueblos de Huesca y en Zaragoza capital. Posteriormente, trabajó en distintos países de África, América Latina y Europa, dominando seis idiomas. En África vivió unos nueve años junto a su esposa, científica especializada en enfermedades tropicales, y su familia, hasta 1998, cuando decidieron volver a España.
Durante su etapa africana ejerció como director del Centro de Investigación en Enfermedades Tropicales de Manhiça (Mozambique), especializado en malaria, sida y tuberculosis, y del Hospital de Ntita (Burundi). Estuvo en esta región como voluntario de Medicus Mundi entre 1993 y 1998. En este lugar tuvo que afrontar la guerra civil que se desató entre las dos etnias principales del país, los hutus y los tutsis, entre 1993 y 1999.
Trabajó también en Guatemala, Ecuador y Francia, en el Instituto de Vigilancia Epidemiológica.
Entre 2003 y 2011, fue jefe de la Unidad de Alerta y Respuesta del Instituto de Salud Carlos III dirigiendo el programa del Centro Nacional de Epidemiología (CNE) de España y coordinando la Unidad de Alerta y Respuesta Sanitaria de dicho centro.
En 2012, se incorporó como coordinador nacional de los organismos españoles del Centro Europeo para la Prevención y Control de Enfermedades.
Desde 2012 es director del Centro de Coordinación de Alertas y Emergencias Sanitarias y da clases en la Escuela Nacional de Sanidad, integrada en el Instituto Carlos III. En este mismo año se encargó de explicar en España la evolución del problema sanitario generado a raíz de la crisis del ébola.

### Pandemia de COVID-19 en España

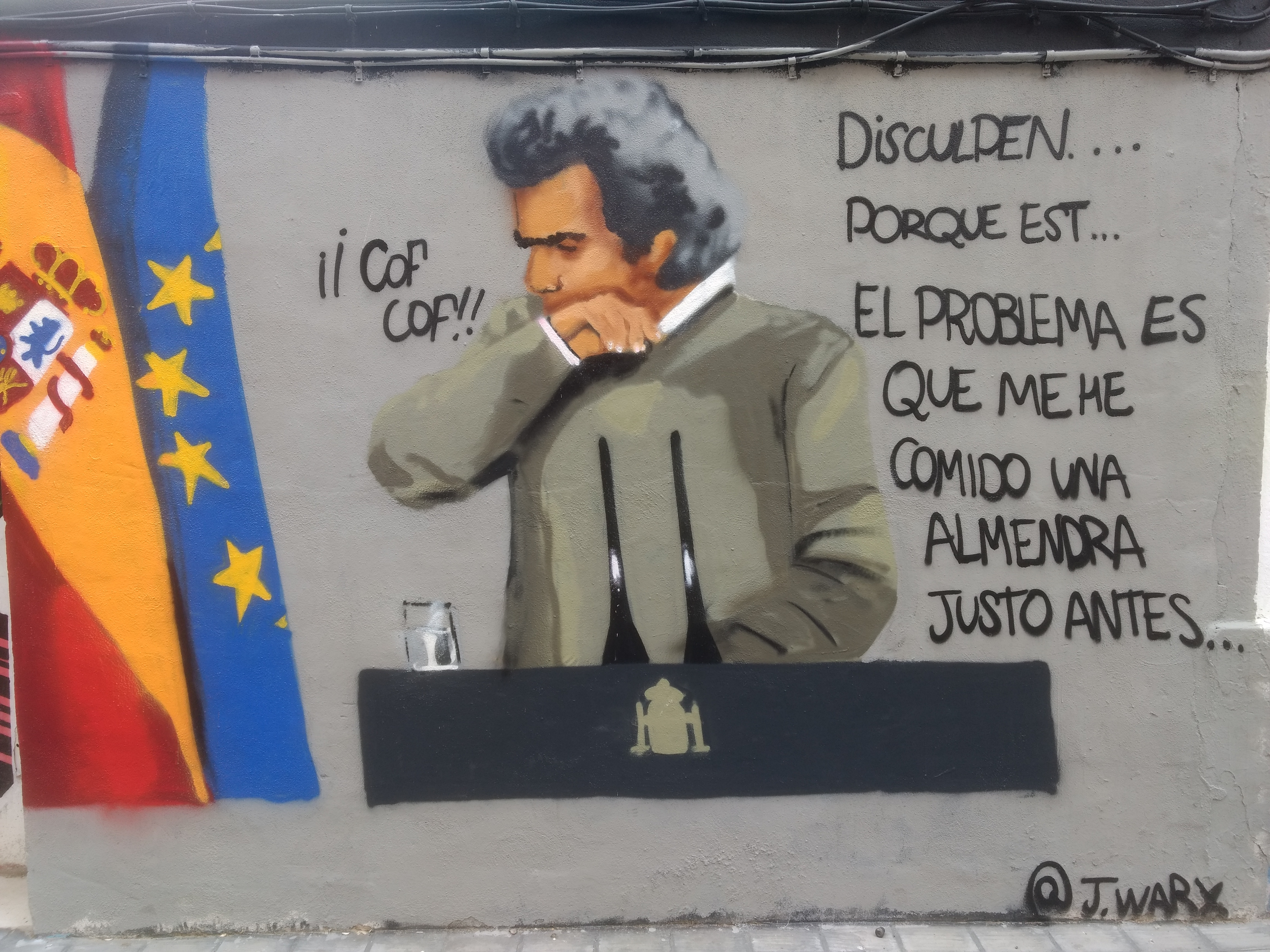
Grafiti en Benimaclet (Valencia) de un momento emblemático durante una comparecencia de Fernando Simón.

Como director del Centro de Coordinación de Alertas y Emergencias Sanitarias del Ministerio de Sanidad, desde marzo de 2020 estuvo al frente de la pandemia de COVID-19 en España.
El 30 de marzo, Simón dio positivo por coronavirus, retomando sus labores dos semanas después tras superar el virus. María José Sierra Moros fue su sustituta al frente de la comunicación desde Moncloa hasta que Simón recibió el alta médica el 14 de abril y volvió a asumir la portavocía.
A raíz de sus continuas apariciones en rueda de prensa, su imagen se hizo popular y apareció en camisetas, portadas, grafitis y memes de internet.
El 13 de noviembre de 2020, la Asamblea del Consejo General de Colegios de Médicos (CGCOM), que agrupa a los 52 Colegios de Médicos de España, aprobó solicitar su cese inmediato de su cargo, aunque el Consejo de Colegios de Médicos de Cataluña se desmarcó al día siguiente.

## Premios y reconocimientos
- Encomienda de la Orden Civil de Sanidad (2015).[22]
- Premio Emilio Castelar 2020 concedido por la Asociación Progresista de España.[23]